# Парк Ленина (Гавана)
Парк Ленина (исп. Parque Lenin) — государственный парк отдыха, расположенный к югу от кубинской столицы — Гаваны, в муниципалитете Арройо-Наранхо. Является самым большим парком развлечений на острове. Задуман Фиделем Кастро в 1969 году во время посещения расположенной рядом и в то время близкой к завершению плотины Эхерсито Ребельде (исп. Ejército Rebelde). Создан в 1969—1972 годах известными высококвалифицированными кубинцами под руководством близкой сподвижницы Фиделя Кастро Селии Санчес. О намерении построить в этих местах социальные объекты Кастро обещал проживающим в этом районе крестьянам ещё в марте 1952 года — за семь лет до победы Кубинской революции. Санчес принимала участие в разработке проекта, созданного группой архитекторов: Антонио Кинтана Симонетти, Х. Гальбан, Х. Тоска , У. д'Акоста и другие. Под нужды парка был выделена территория 650 га. Он был открыт 22 апреля 1972 года. В нём оборудованы места для пикников, находятся детская железная дорога, зоопарк, аквариум, картинная галерея, мастерская керамики, аттракционы, выставочный зал, стадион, рестораны и т. д. При создании парка в него было пересажено, часто из мест весьма далёких, 80 тыс. деревьев, наиболее распространённые виды: канья брава, ягрума, фикус, сосна, араукария, кедр, альмасиго, каролина, трипларис, саговник поникающий и различные пальмовые. На реке Альмендарес расположена плотина, благодаря которой в центральной части парка образовалось рукотворное озеро, где была обустроена пристань с прогулочными лодками. На стадионе проводятся конно-спортивные мероприятия, а для посетителей предоставлена возможность покататься на лошадях. В нескольких километрах южнее расположен Национальный ботанический сад (Jardin Botánico Nacional).
В 1984 году в парке был установлен памятник Ленину, выполненный советским скульптором Львом Кербелем совместно с Симонетти. Его открытие было приурочено к двадцатипятилетию победы Кубинской революции. Первоначально был проведён конкурс среди местных архитекторов, но ни один из проектов памятника не удовлетворил Кастро, в связи с чем он обратился к советскому руководству за помощью в его создании. В результате был одобрен монумент Кербеля, представляющий собой стелу высотой 9,5 метров, выполненную из белого гранита, которая по своим очертаниям напоминает развевающееся знамя. На её фоне высечен профиль головы Ленина высотой 3 метра. На мемориальной доске приведены слова Кастро (подпись — «Фидель»): «Ленин с самого начала был не только политическим теоретиком, но и человеком действия, человеком постоянной и непрекращающейся революционной практики» (исп. Lenin fue desde el primer instante no solo un teórico de la política, sino un hombre de acción, un hombre de Practica revolucionaria constante e incesante). Торжественное открытие памятника прошло 8 января 1984 года в присутствии Фиделя и Рауля Кастро, других представителей высшего руководства республики. Советскую делегацию возглавлял П. Н. Демичев — министр культуры СССР (1974—1986). Памятник стал первым из установленных Ленину на американском континенте.
11 января 1985 года в парке Ленина был торжественно открыт памятник Селии Санчес.